# Riku Ohnishi
Riky Ohnishi (...) è un attore giapponese.

## Filmografia

### Film
- Miss Zombie (2013)
- Hitono nozomino yorokobiyo (2013)

### Serie televisive
- Going My Home (2012)
- Watashi ga ren'ai dekinai riyuu (2011)
- Don kihôte (2011)
- Akutotachi wa senri o hashiru (2016)